# علي آيدنلي أوغلو
علي آيدِنلي أوغلو (بالتركية: Ali Aydınlıoğlu)‏, (ولد: 17 أغسطس 1958, حوران في بالق أسير, تركيا) سياسي تركي. ونائب حالي وسابق في البرلمان التركي لأكثر من دورة ممثلا عن حزب العدالة والتنمية.